# Bas och överbyggnad

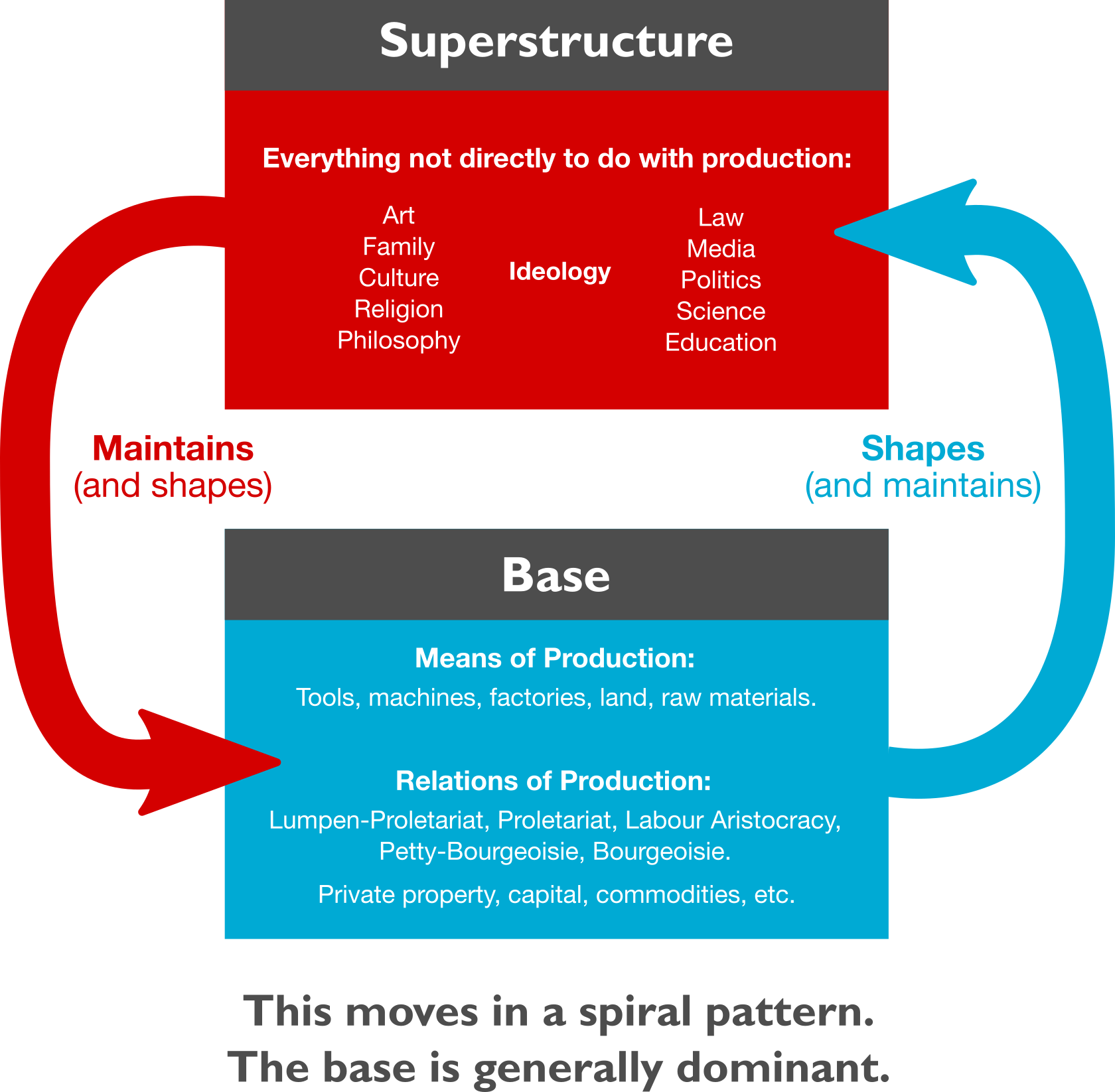
Diagram som illustrerar relationen mellan bas och överbyggnad i marxistisk teori.

Bas och överbyggnad är ett begrepp inom marxistisk teori som försöker förklara sambandet mellan å ena sidan summan av de ekonomiska grundförutsättningarna/produktionsförhållandena (basen) i samhället och å den andra sidan de politiska och juridiska och kulturella samt mediala institutionerna (överbyggnaden) i samhället: "Summan av dessa produktionsförhållanden bildar samhällets ekonomiska struktur, den reella bas, på vilken en juridisk och politisk överbyggnad reser sig och vilken motsvaras av bestämda former av det samhälleliga medvetandet".
Överbyggnaden kan påskynda eller bromsa en samhällelig utveckling genom att påverka basen. När basen förändras, till exempel genom ny teknologi, måste också överbyggnaden förändras förr eller senare. Ett exempel är striden mellan kyrkan och vetenskapen om jordens rotation runt solen och jordens plats i universum. Nya instrument såsom stjärnkikaren kunde användas för att göra mer exakta beräkningar, vilket utmanade teologiska modeller om himmelsk perfektion (såsom att solen roterade runt jorden i en perfekt cirkel). Ofta räknas också religion till överbyggnaden.
Konflikter mellan basen och en överbyggnad som inte längre motsvarar denna, kan enligt teorin resultera i den mer omfattande samhällsförändring som kallas revolution. Även om basen på sikt är viktigare för överbyggnaden än tvärt om, går dock inte förhållandet endast åt ett håll. Istället är förhållandet dialektiskt och reflexivt.